# Филимонов, Эдуард Геннадьевич
Эдуа́рд Генна́дьевич Филимо́нов (18 июня 1934, Балхаш, Карагандинская область, Казакская АССР, РСФСР, СССР — 3 января 2000, Москва, Россия) — советский и российский религиовед, специалист по протестантизму, религиозному сектантству и религиозному экстремизму. Доктор философских наук, профессор. Один из авторов «Атеистического словаря», «Краткого научно-атеистического словаря», «Православие: Словарь атеиста» и словаря «Религии народов современной России».

## Биография
Родился 18 июня 1934 года в Балхаше.
Окончил философский факультет МГУ им. М. В. Ломоносова.
В 1960 году окончил аспирантуру философского факультета МГУ.
С 1960 года — младший научный сотрудник сектора научного атеизма Института философии АН СССР.
В 1964 году в Институте философии АН СССР защитил диссертацию на соискание учёной степени кандидата философских наук по теме «Критика христианского гуманизма баптистов».
В 1964—1991 годах — старший научный сотрудник, учёный секретарь, заместитель директора Института научного атеизма Академии общественных наук при ЦК КПСС.
В 1986 году защитил диссертацию на соискание учёной степени доктора философским наук по теме «Эволюция христианского сектантства в социалистическом обществе».
В 1991—1992 годах — директор Института научного атеизма / Института религиоведения Академии общественных наук при ЦК КПСС.
С 1992 года работал профессором кафедры философии и политологии Академии Федеральной службы безопасности России и ведущим научным сотрудником Центра «Религия в современном обществе» Российского независимого института социальных и национальных проблем.
Э. Г. Филимонов — автор серии статей о протестантском сектантстве в «Атеистическом словаре» (М., 1983, 1985), а также статей различной тематики в словаре «Религии народов современной России» (М., 1999, 2002).
Основные направления исследований: протестантское сектантство в СССР; христианский гуманизм и проблемы человека; проблемы протестантского фундаментализма и модернизма; социальная и идеологическая сущность религиозного экстремизма.

## Научные труды

### Монографии
- Филимонов Э. Г. Баптизм и гуманизм: монография / ЦК КПСС. Академия общественных наук [АОН]. Институт научного атеизма. — М.: Мысль. Главная редакция социально-экономической литературы, 1968. — 184 с.
- Филимонов Э. Г. Новые тенденции в идеологии и деятельности современного сектантства. — М., 1977.
- Филимонов Э. Г. Христианское сектантство и проблемы атеистической работы. — Киев: Политиздат Украины, 1981. — 183 с.
- Филимонов Э. Г. Социальная и идеологическая сущность религиозного экстремизма. — М.: Знание, 1983. — 64 с. — (Научный атеизм).
- Ислам в СССР. Особенности процесса секуляризации в республиках советского Востока: монография / А. И. Абдусамедов, И. Ш. Алискеров [и др.]; отв. ред. Э. Г. Филимонов ; Др., ЦК КПСС. Академия общественных наук [АОН]. Институт научного атеизма. — М.: Мысль, 1983. — 173 с.
- Филимонов Э. Г. Социальная политика КПСС и атеистическое воспитание. — М., 1988.

### Статьи
- Галицкая И. А., Филимонов Э. Г., Елфимов В. Ф. Гл. 18 // Строительство коммунизма и преодоление религиозных пережитков / Ин-т философии Акад. наук СССР. Ин-т науч. атеизма Акад. обществ. наук при ЦК КПСС; Ред. коллегия: И. П. Цамерян (отв. ред.) и др.. — М.: Наука, 1966. — 254 с.
- Филимонов Э. Г. Традиции религиозного либерализма в современном баптизме // Вопросы научного атеизма. Вып. 2. Модернизация религии в современных условиях / Акад. обществ. наук ЦК КПСС. Ин-т научного атеизма. — М.: Мысль, 1966. — С. 243—269. — 439 с. — 23 000 экз.
- Филимонов Э. Г. Причины существования пережитком в советском обществе // Наука против религии: В 3 кн. Кн. 2: Общество и религия / Ред. коллегия: П. Н. Федосеев и др.; АН СССР. Ин-т философии. Акад. обществ. наук при ЦК КПСС. Ин-т науч. атеизма; Отв. ред. Э. А. Асратян. — М.: Наука, 1967. — С. 470 — 490. — 506 с.
- Филимонов Э. Г. Социологические исследования процесса преодоления религии в сельской местности: итоги, проблемы, перспективы // Вопросы научного атеизма. Вып. 16 / Редкол. А. Ф. Окулов (отв. ред.); Акад. обществ. наук ЦК КПСС. Ин-т научного атеизма. — М.: Мысль, 1974. — С. 71—88. — 358 с. — 18 300 экз.
- Коновалов Б. Н., Филимонов Э. Г. Комплексный подход в атеистическом воспитании — решающий фактор повышения его эффективности // Вопросы научного атеизма. Вып. 22 / Редкол. А. Ф. Окулов (отв. ред.); Акад. обществ. наук ЦК КПСС. Ин-т научного атеизма. — М.: Мысль, 1978. — С. 160—177. — 319 с. — 23 000 экз.
- Филимонов Э. Г. Христианское сектантство и гуманизм // Гуманизм, атеизм, религия. — М., 1978;
- Филимонов Э. Г. Особенности эволюции христианского сектантства в условиях Казахстана и Средней Азии // Вопросы теории и практики атеистического воспитания. — Ташкент, 1979
- Мчедлов М. П., Нуруллаев А. А., Филимонов Э. Г., Элбакян Е. С. Религия в зеркале общественного мнения // Социологические исследования. — 1994. — № 5. — С. 9—13.
- Филимонов Э. Г. Социально-политические ориентации верующих и неверующих // Национальное и религиозное. — М., 1996
- Филимонов Э. Г. Благотворительность и протестантские церкви // Милосердие. Учебное пособие — М., 1998;
- Филимонов Э. Г. Русское национальное сознание как духовный феномен российской цивилизации // Российская цивилизация (этнокультурные и духовные аспекты). — М., 1998;
- Филимонов Э. Г. Социальное самочувствие и социально-политические ориентации верующих и неверующих: сходство и различия (По материалам социол. иссл. 1997 года) // Обновление России: трудный поиск решений. — Вып. 6. — М., 1998
- Филимонов Э. Г. Национальные интересы и духовная безопасность России // Обновление России: Трудный поиск решений. — Вып. 7. — М., 1999
- Мчедлов М. П., Филимонов Э. Г. Религиозный фактор в формировании экономик // Вестник Российской академии наук — 1996. — Т. 66. — С. 823—831.

### Религии народов России: Словарь
- Филимонов Э. Г. Калмыков религиозные верования. // Религии народов современной России: Словарь / Ред-кол. Мчедлов М. П. (отв. ред.), Аверьянов Ю. И., Басилов В. Н. и др. — 2-е изд., и доп. — М.: Республика, 2002. — 624 с. ISBN 5-250-01818-1 — С. 155—157.
- Филимонов Э. Г. Армия спасения // Религии народов современной России: Словарь / Ред-кол. Мчедлов М. П. (отв. ред.), Аверьянов Ю. И., Басилов В. Н. и др. — 2-е изд., и доп. — М.: Республика, 2002. — 624 с. ISBN 5-250-01818-1 — С. 20—21.
- Филимонов Э. Г. Деструктивные культы в России. // Религии народов современной России: Словарь / Ред-кол. Мчедлов М. П. (отв. ред.), Аверьянов Ю. И., Басилов В. Н. и др. — 2-е изд., и доп. — М.: Республика, 2002. — 624 с. ISBN 5-250-01818-1 — С. 87.
- Филимонов Э. Г. Международная деятельность Русской Православной Церкви. // Религии народов современной России: Словарь / Ред-кол. Мчедлов М. П. (отв. ред.), Аверьянов Ю. И., Басилов В. Н. и др. — 2-е изд., и доп. — М.: Республика, 2002. — 624 с. ISBN 5-250-01818-1 — С. 219—222.
- Филимонов Э. Г. Меннониты. // Религии народов современной России: Словарь / Ред-кол. Мчедлов М. П. (отв. ред.), Аверьянов Ю. И., Басилов В. Н. и др. — 2-е изд., и доп. — М.: Республика, 2002. — 624 с. ISBN 5-250-01818-1 — С. 232—233.
- Филимонов Э. Г. Неопротестантские конфессии в России. // Религии народов современной России: Словарь / Ред-кол. Мчедлов М. П. (отв. ред.), Аверьянов Ю. И., Басилов В. Н. и др. — 2-е изд., и доп. — М.: Республика, 2002. — 624 с. ISBN 5-250-01818-1 — С. 293—294.
- Филимонов Э. Г. Нетрадиционные религии и культы в России. // Религии народов современной России: Словарь / Ред-кол. Мчедлов М. П. (отв. ред.), Аверьянов Ю. И., Басилов В. Н. и др. — 2-е изд., и доп. — М.: Республика, 2002. — 624 с. ISBN 5-250-01818-1 — С. 299—302.
- Филимонов Э. Г. Православие и русское национальное самосознание. // Религии народов современной России: Словарь / Ред-кол. Мчедлов М. П. (отв. ред.), Аверьянов Ю. И., Басилов В. Н. и др. — 2-е изд., и доп. — М.: Республика, 2002. — 624 с. ISBN 5-250-01818-1 — С. 347—350.
- Филимонов Э. Г. Протестантизм в России. // Религии народов современной России: Словарь / Ред-кол. Мчедлов М. П. (отв. ред.), Аверьянов Ю. И., Басилов В. Н. и др. — 2-е изд., и доп. — М.: Республика, 2002. — 624 с. ISBN 5-250-01818-1 — С. 393—396.
- Басилов В. Н., Филимонов Э. Г. Религиоведение в России. // Религии народов современной России: Словарь / Ред-кол. Мчедлов М. П. (отв. ред.), Аверьянов Ю. И., Басилов В. Н. и др. — 2-е изд., и доп. — М.: Республика, 2002. — 624 с. ISBN 5-250-01818-1 — С. 400—409.
- Филимонов Э. Г. Российская христианско—демократическая партия (РХДП). // Религии народов современной России: Словарь / Ред-кол. Мчедлов М. П. (отв. ред.), Аверьянов Ю. И., Басилов В. Н. и др. — 2-е изд., и доп. — М.: Республика, 2002. — 624 с. ISBN 5-250-01818-1 — С. 423.
- Филимонов Э. Г. Российский христианско—демократический союз (РХДС). // Религии народов современной России: Словарь / Ред-кол. Мчедлов М. П. (отв. ред.), Аверьянов Ю. И., Басилов В. Н. и др. — 2-е изд., и доп. — М.: Республика, 2002. — 624 с. ISBN 5-250-01818-1 — С. 428.
- Филимонов Э. Г. Русская Православная Церковь и политика. // Религии народов современной России: Словарь / Ред-кол. Мчедлов М. П. (отв. ред.), Аверьянов Ю. И., Басилов В. Н. и др. — 2-е изд., и доп. — М.: Республика, 2002. — 624 с. ISBN 5-250-01818-1 — С. 436—440.
- Филимонов Э. Г. «Русские религиозные традиции и особенности религиозного сознания» // Религии народов современной России: Словарь / Ред-кол. Мчедлов М. П. (отв. ред.), Аверьянов Ю. И., Басилов В. Н. и др. — 2-е изд., и доп. — М.: Республика, 2002. — 624 с. ISBN 5-250-01818-1 — С. 445—446.
- Филимонов Э. Г. Субботники. // Религии народов современной России: Словарь / Ред-кол. Мчедлов М. П. (отв. ред.), Аверьянов Ю. И., Басилов В. Н. и др. — 2-е изд., и доп. — М.: Республика, 2002. — 624 с. ISBN 5-250-01818-1 — С. 502—503.
- Филимонов Э. Г. Христианская демократия в России. // Религии народов современной России: Словарь / Ред-кол. Мчедлов М. П. (отв. ред.), Аверьянов Ю. И., Басилов В. Н. и др. — 2-е изд., и доп. — М.: Республика, 2002. — 624 с. ISBN 5-250-01818-1 — С. 542—545.
- Филимонов Э. Г. Христианско—демократический Союз России. // Религии народов современной России: Словарь / Ред-кол. Мчедлов М. П. (отв. ред.), Аверьянов Ю. И., Басилов В. Н. и др. — 2-е изд., и доп. — М.: Республика, 2002. — 624 с. ISBN 5-250-01818-1 — С. 545.
- Филимонов Э. Г. Церковь саентологии. // Религии народов современной России: Словарь / Ред-кол. Мчедлов М. П. (отв. ред.), Аверьянов Ю. И., Басилов В. Н. и др. — 2-е изд., и доп. — М.: Республика, 2002. — 624 с. ISBN 5-250-01818-1 — С. 555—556.
- Филимонов Э. Г. Цыган в России традиционные верования. // Религии народов современной России: Словарь / Ред-кол. Мчедлов М. П. (отв. ред.), Аверьянов Ю. И., Басилов В. Н. и др. — 2-е изд., и доп. — М.: Республика, 2002. — 624 с. ISBN 5-250-01818-1 — С. 556—557.
- Мчедлов М. П., Филимонов Э. Г. Экономика и религия. // Религии народов современной России: Словарь / Ред-кол. Мчедлов М. П. (отв. ред.), Аверьянов Ю. И., Басилов В. Н. и др. — 2-е изд., и доп. — М.: Республика, 2002. — 624 с. ISBN 5-250-01818-1 — С. 582—584.